# شکی گرینه
شکی گرینه(انگلیسی: Shecky Greene؛ ‏۸ آوریل ۱۹۲۶ – ۳۱ دسامبر ۲۰۲۳) کمدین و بازیگر آمریکایی بود.
از فیلم‌ها یا مجموعه‌های تلویزیونی‌ای که وی در آنها نقش داشته‌است، می‌توان به شلپ شلوپ و تاریخ جهان، قسمت ۱  اشاره کرد.